# Капанна, Марио
Марио Капанна (итал. Mario Capanna; род. 10 января 1945, Читта-ди-Кастелло) — итальянский политик, один из «новых левых» лидеров протестов 1968—1969 года. Ныне директор Комитета за генетические права, предоставляющего информацию о правовом регулировании биотехнологий.

## Биография
С 1963 года обучался в Католическом университете Святого Сердца на факультете философии. После студенческих беспорядков 1967 года был исключён из университета. Марио удаётся восстановится в Миланский университет, в котором он получает степень по философии, и стать студенческим лидером. Он принимает участие в столкновениях с полицией и сторонниками Итальянского социального движения.
С 1983 по 1987 годы был членом Палаты Депутатов Италии, а в 1989 году участвовал в создании новой партии «Зелёная радуга» (итал. Verdi Arcobaleno). Кроме того, Капанна был также региональным советником в Ломбардии и муниципальным в Милане. После судебного расследования под названием "Чистые руки", которое практически уничтожило так называемую Первую республику, Капанна изо всех сил пытался найти политическую партию, которая бы стабильно согласилась с его идеологией. Несмотря на то, что он всегда выступал в левых движениях, он занял позицию ,которая  может быть определена как независимая левая.
Еще в 2001 году, во время административных выборов, Марио Капанна представил себя в качестве кандидата на пост мэра в город Кастелло. Он собрал только 6 822 голосов и закончил борьбу еще в первом туре.
Он является Председателем Фонда по правам генетики, исследовательский и коммуникационный орган по биотехнологиям, который работает с 2002 года как независимая научная и культурная ассоциация, занимающаяся исследованиями, информацией, проектированием приложений и различными формами влияния биотехнологических инноваций.